# Les Mystères d'Inner Sanctum
 (mai 2025).
Si vous disposez d'ouvrages ou d'articles de référence ou si vous connaissez des sites web de qualité traitant du thème abordé ici, merci de compléter l'article en donnant les références utiles à sa vérifiabilité et en les liant à la section « Notes et références ».
 (mai 2025).
 (mai 2025).
La mise en forme du texte ne suit pas les recommandations de Wikipédia : il faut le « wikifier ».
Les points d'amélioration suivants sont les cas les plus fréquents. Le détail des points à revoir est peut-être précisé sur la page de discussion.
- Les titres sont pré-formatés par le logiciel. Ils ne sont ni en capitales, ni en gras.
- Le texte ne doit pas être écrit en capitales (les noms de famille non plus), ni en gras, ni en italique, ni en « petit »…
- Le gras n'est utilisé que pour surligner le titre de l'article dans l'introduction, une seule fois.
- L'italique est rarement utilisé : mots en langue étrangère, titres d'œuvres, noms de bateaux, etc.
- Les citations ne sont pas en italique mais en corps de texte normal. Elles sont entourées par des guillemets français : « et ».
- Les listes à puces sont à éviter, des paragraphes rédigés étant largement préférés. Les tableaux sont à réserver à la présentation de données structurées (résultats, etc.).
- Les appels de note de bas de page (petits chiffres en exposant, introduits par l'outil «  Source ») sont à placer entre la fin de phrase et le point final[comme ça].
- Les liens internes (vers d'autres articles de Wikipédia) sont à choisir avec parcimonie. Créez des liens vers des articles approfondissant le sujet. Les termes génériques sans rapport avec le sujet sont à éviter, ainsi que les répétitions de liens vers un même terme.
- Les liens externes sont à placer uniquement dans une section « Liens externes », à la fin de l'article. Ces liens sont à choisir avec parcimonie suivant les règles définies. Si un lien sert de source à l'article, son insertion dans le texte est à faire par les notes de bas de page.
- La présentation des références doit suivre les conventions bibliographiques. Il est recommandé d'utiliser les modèles {{Ouvrage}}, {{Chapitre}}, {{Article}}, {{Lien web}} et/ou {{Bibliographie}}. Le mode d'édition visuel peut mettre en forme automatiquement les références.
- Insérer une infobox (cadre d'informations à droite) n'est pas obligatoire pour parachever la mise en page.

Pour une aide détaillée, merci de consulter Aide:Wikification.
Si vous pensez que ces points ont été résolus, vous pouvez retirer ce bandeau et améliorer la mise en forme d'un autre article.
Les Mystères d'Inner Sanctum (Inner Sanctum Mystery) est une émission de radio américaine diffusée du 7 janvier 1941 au 5 octobre 1952. Elle a été créée par le producteur Himan Brown (en) à partir des romans policiers de Simon & Schuster. 526 épisodes ont été diffusés en tout.

## Présentateurs de l'horreur
La série présentait des histoires de mystère, de terreur et de suspense, et ses introductions taquines contrastaient fortement avec des émissions comme Suspense and The Whistler. Les programmes du début des années 1940 s'ouvraient avec Raymond Edward Johnson qui se présentait comme « Votre hôte, Raymond » d'une voix moqueuse et sardonique. Une mélodie d'orgue mélodramatique et sinistre (jouée par Lew Blanc) ponctuait les blagues morbides et jeux de mots ludiques de Raymond. La conclusion de Raymond polongeait la fin des mots : « Pleasant dreeeeaams, hmmmmm ? » Son style ironique et la délectation morbide de ses propres contes est devenu la norme pour de nombreux narrateurs d'histoires d'horreur similaires postérieurs, tels que des animateurs de radio comme Ernest Chappell (dans la série de Wyllis Cooper, Quiet, Please)  et Maurice Tarplin (dansThe Mysterious Traveler).
Quand Johnson a quitté la série en mai 1945 pour servir dans l'armée, et a été remplacé pour quatre épisodes par Berry Kroeger, puis par Paul McGrath, qui n'a pas gardé le nom de « Raymond » : il a été connu seulement comme « Votre hôte » ou « Host M. ». McGrath était un acteur de Broadway qui s'est tourné vers la radio pour avoir des revenus réguliers. À partir de 1945, Lipton Tea a sponsorisé la série, mettant d'abord Raymond, puis McGrath, en duo avec la présentatrice commerciale enjouée Mary Bennett (alias la « Tea Lady », c'est-à-dire la « Dame du Thé »), dont les baratins commerciaux au ton joyeux pour Lipton Tea contrastait fortement avec les thèmes macabres des histoires. Elle réprimait sagement le présentateur pour son humour noir et ses manières effrayantes caractéristiques.

## Les crissements de la porte
La célèbre et familière bande son du programme était marquée par un son de crissement de porte en début et fin d'émission. Himan Brown avait eu cette idée car la porte de son sous-sol « couinait comme l'enfer ». Le bruit de porte avait été créé avec une chaise de bureau rouillée. Le programme avait à l'origine tenté d'utiliser une porte, mais celle-ci ne grinçait pas. Imperturbable, Brown attrapa une chaise à proximité, s'y assit et la fit tourner, ce qui provoqua un crissement horrifiant. À partir de ce moment, la chaise a été utilisée comme accessoire sonore. Un évènement mémorable s'est produit le jour où un membre du personnel a innocemment réparé et huilé la chaise, ce qui obligea l'ingénieur du son à imiter le grincement de façon orale.

## Invités stars
Malgré une comédie kitsch, les intrigues étaient généralement d'efficaces petites histoires d'épouvantes, mélangeant horreur et humour dans des doses équivalentes. Des épisodes notables sont « Terror by Night » (18 septembre 1945) et une adaptation de "The Heart Tell-Tale" (3 août 1941). Ce dernier faisait jouer Boris Karloff, qui était entendu régulièrement dans la première saison, jouant dans plus de 15 épisodes et ne revenant que sporadiquement par la suite.
D'autres vedettes sont apparues dans les premières années : Mary Astor, Helen Hayes, Peter Lorre, Paul Lukas, Claude Rains, Frank Sinatra, Orson Welles. La plupart des acteurs principaux ou secondaires étaient des fidèles de la radio new-yorkaise. Il s'agit notamment de Santos Ortega, Larry Haines, Ted Osborne, Luis van Rooten, Stefan Schnabel, Ralph Bell, Mercedes McCambridge, Berry Kroeger, Lawson Zerbe, Arnold Moss, Leon Janney, Myron McCormick, Ian Martin, et Mason Adams. Des acteurs comme Richard Widmark, Everett Sloane, Burgess Meredith, Agnes Moorehead, Ken Lynch, Anne Seymour, et Santos Ortega ont également trouvé la gloire ou notoriété dans le cinéma ou la télévision.
Sur plus de 500 programmes diffusés, seuls 200 sont encore en circulation, parfois sans dates ou sans titres.

## Programme d'ouverture
On entend d'abord un effet sonore : une porte avec des charnières grinçantes s'ouvre lentement. Un orgue commence à jouer.
Puis Raymond fait une entame, par exemple :  « Bonsoir, aux auditeurs d'Inner Sanctum. Ici Raymond, votre hôte. Je suis content que vous soyez là ce soir, parce que nous avons un invité très spécial de l'horreur avec nous. J'aimerais que vous rencontriez le regretté Johnny Gravestone. Le membre le plus célèbre de la communauté d'Inner Sanctum. Il connait les lieux mieux que personne. Johnny est un vétéran dans le port du costume du drap blanc. Il sait tout ce qui se passe du palace à la cabine téléphonique. Et euh, si vous êtes très gentil avec lui, il sera heureux d'épargner votre maison une fois au-dessus. Qui sait ? Il pourrait même vous hanter ? Ha-ha-ha-ha ! » 
Ensuite est lancée une publicité. 
Puis Raymond reprend : « Eh bien, nous sommes sur le point de commencer notre histoire.  Oh, j'ai oublié de vous avertir sur les Tremblins.  Ce sont ces satanés cousins invisibles des gremlins. Ils euh,  [sic] vous, donnez-leur des petites bousculades rapides, et donnez leur la fausse impression que vous tremblez de peur. Si vous êtes embêté par un Tremblin, attrapez le juste par ses petites cornes invisibles et collez-le contre la plus proche pelote d'aiguille. »

## Films
Une série de six films à petit budget d'Universal Horror mettant en vedette Lon Chaney, Jr. et basés sur l'émission de radio fut produit dans les années 1940 : Calling Dr. Death  (1943), Weird Woman  (1944), Dead Man's Eyes  (1944), The Frozen Ghost  (1945), Strange Confession  (1945) et Pillow of Death  (1945). Un film des classiques d'Inner Sanctum a été réalisé en 1948.

## Télévision
La série télévisée de 1954 a mis en vedette Paul McGrath en tant que voix off  / narrateur. Les émissions de télévision ont été produites dans les studios Chelsea à New York.

## «Pleasant dreeeeaaams, hmmmmm?»
Dans les années 70, avec sa série Radio Mystery Theater sur CBS, Himan Brown a réutilisé l'ouverture de la porte qui grince et, dans une moindre mesure, les mimiques langagières de Raymond. Les présentateurs étaient EG Marshall et Tammy Grimes. Dans les reprises les plus tardives dans les années 1990, Brown lui-même a imité la fameuse phrase de conclusion de Raymond « Pleasant dreeeeaaams, hmmmmm ? »

## Satires
Harvey Kurtzman et Will Elder firent la satire de la série dans le cinquième numéro de Mad (Juin-Juillet 1953) avec Outer Sanctum !. Dans l'éditorial au lecteur, le présentateur Ramon salue le lecteur : « Entrez, je vous attendais ! Je vous attendais pour que vous répariez ma porte qui grince... Quoi ?... Vous dites que vous n'êtes pas le menuisier ?...  Vous venez écouter une histoire ?... Très bien ! »
L'ouverture d'un épisode d'Inner Sanctum a été utilisée pour ouvrir une face d'un disque de compilation, The Whole Burbank Catalog de Warner Bros., en 1972. 
En 1946, dans le dessin animé Bugs Bunny de Warner Bros., l'épisode Racketeer Rabbit fait entrer Bugs dans une maison victorienne abandonnée (qui est en fait le repaire des gangsters) et dont la porte grince. Alors qu'il entre dans la maison, Bugs dit : « Hein ? On se croirait dans Inner Sanctum ! »